# Ненчулешти (Валча)
Ненчулешти (рум. Nenciulești) насеље је у Румунији у округу Валча у општини Тетоју. Oпштина се налази на надморској висини од 261 m.

## Становништво
Према подацима из 2002. године у насељу је живело 471 становника, од којих су сви румунске националности.